# 小木田敦也
小木田 敦也（こぎた あつや、1998年10月10日 - ）は、秋田県仙北市出身のプロ野球選手（投手）。右投右打。オリックス・バファローズ所属。

## 経歴

### プロ入り前
仙北市立角館小学校3年生のときに角館マックスで野球を始め、仙北市立角館中学校では軟式野球部に所属。
秋田県立角館高等学校では1年夏から内野手としてベンチ入りすると、チームは県大会を制し、春夏通じて創部初の甲子園大会となる第96回全国高等学校野球選手権大会に出場。正三塁手（背番号5）として八頭との初戦（2回戦）に先発出場したが無安打に終わり、チームも敗れた。その後は投手も兼任し、2年夏はエースナンバーを背負い、“二刀流”として注目を集めたが、能代との初戦に先発し、4失点を喫して敗退。3年春は本調子ではなく、大曲工業との初戦にはプロ5球団のスカウトが視察に訪れたが、5回途中9安打4失点で降板し、チームも敗れた。3年夏はエース兼4番としてチームを牽引し、能代松陽との準々決勝ではノーヒットノーランを達成。ただ、大曲工業との決勝では前半に6点のリードを貰うも、ピッチャー返しの打球がふくらはぎに当たってから球威が落ち、最終的には8失点。チームは逆転負けを喫し、1年夏以来となる甲子園出場を逃した。試合後には、自身の進路について「社会人を経て、力をつけてからプロに行きたい」と話し、プロ志望届は提出しなかった。高校時代の最速は147km/h。また、同学年には赤上優人がいた。
卒業後はTDKに入社し、投手に専念した。1年目から公式戦へ登板し、2年目には七十七銀行の補強選手として都市対抗に出場。ドラフト指名解禁初年度となった3年目は右肩の故障で満足な投球ができず、指名漏れとなった。4年目の都市対抗2次予選では3試合全てに登板（うち2試合で先発）。特にJR東日本東北との第1代表決定戦では、12回を投げ抜いて6安打7奪三振で完封し、チームを7年ぶり15度目の本大会出場に導いた。同予選では22回1/3を2失点と大活躍し、最高殊勲選手賞に輝いたが、10月26日に開催されたドラフト会議では、2年連続で指名漏れとなった。5年目の夏は、チーム5大会ぶり6度目となる日本選手権に出場。トヨタ自動車との初戦に先発し、8回1失点と好投したものの、チームは敗退した。秋にチームは、2年連続となる都市対抗への出場を決めた。
2021年10月11日に行われたドラフト会議にて、オリックス・バファローズから7位指名を受け、12月8日に契約金3000万円、年俸800万円（いずれも金額は推定）で仮契約した。背番号は56。
ドラフト会議で指名を受けた後に出場した都市対抗野球では、西部ガスとの1回戦に先発して5回7安打4失点であったが、チームは8年ぶりに初戦突破。ただ、続くNTT東日本との2回戦に敗れ、チーム15年ぶりのベスト8進出とはならなかった。

### オリックス時代
2022年は春季キャンプをBグループでスタートしたが、レギュラーシーズンの開幕は一軍で迎えた。3月26日の埼玉西武ライオンズ戦でプロ初登板となり、三者凡退に抑えたが、4月8日に実施したスクリーニング検査で新型コロナウイルス陽性が判明し、翌9日に特例2022で出場選手登録を抹消された。4月28日に一軍復帰を果たすと、翌29日の西武戦でプロ初ホールドを記録。ただ、5月7日の東北楽天ゴールデンイーグルス戦では1回4安打2失点と打ち込まれ、翌8日に出場選手登録を抹消された。その後は二軍調整が続き、7月23日に開催されたフレッシュオールスターに選出され、当日は3番手として1イニングを無失点に抑えた。8月31日に出場選手登録されて以降はポストシーズンも含め、シーズン終了まで一軍に帯同した。レギュラーシーズンでは16試合に登板し、0勝0敗5ホールド・防御率3.14を記録。オフに800万円増となる推定年俸1600万円で契約を更改した。
2023年は春季キャンプをAグループでスタートしたが、開幕は二軍で迎えた。二軍では岸田護投手コーチからチェンジアップを教わり、4月29日に出場選手登録。翌30日の千葉ロッテマリーンズ戦、同点の延長11回表からシーズン初登板となり、1イニングを無失点に抑えると、直後の攻撃でチームがサヨナラ勝ちを収め、小木田にプロ初勝利が記録された。その後は5月24日に出場選手登録を抹消されるも、翌25日に特例2023の代替指名選手として再登録。5月29日に登録抹消となるも、6月1日に特例2023の代替指名選手として再登録されて以降は一軍に帯同し、後半戦開幕となった7月22日の北海道日本ハムファイターズ戦はブルペンデーとなりその1番手としてプロ初先発となったが、2回表に宜保翔のエラーを皮切りに二死二・三塁のピンチを招くと、2本のセンターへの適時打を許し、中川圭太の緩慢な動きもあって4失点を喫し、この回限りで降板。2回4安打1四球3奪三振4失点（自責点0）という内容で勝敗は付かなかった。8月に2週間ほど二軍再調整期間があったものの、イニング途中での起用・ロングリリーフ・ピンチでの火消しと多くの役割を担い、チームがリーグ3連覇を決めた9月20日のロッテ戦では2回1/3を無失点と好投し、チームの逆転を呼び込んで勝利投手となったなど、9月は7試合の登板で2勝0敗2ホールド・防御率0.00を記録。レギュラーシーズン全体では38試合（1先発）の登板で4勝0敗7ホールド、49回1/3を投げて防御率2.19を記録し、チームのリーグ優勝に貢献。ポストシーズンでも計6試合に登板して無失点に抑えた。オフに2000万円増となる推定年俸3600万円で契約を更改した。
2024年は春季キャンプ終盤に体調不良で練習を欠席したことがあったものの、2年ぶりに開幕を一軍で迎えた。開幕から主に7回のセットアッパーを務め、4月2日の西武戦からは11試合連続無失点。5月5日終了時点でチーム最多の13試合に登板し、1勝1敗8ホールド・防御率1.38を記録していたが、右肘に痛みを覚え、検査の結果右肘尺側手根屈筋の筋損傷と診断され、翌6日に出場選手登録を抹消された。8月2日の二軍戦で実戦復帰を果たしたが、古傷の右肩痛が再発した影響で再び実戦から離れ、そのままシーズンを終えることとなり、オフに600万円減となる推定年俸3000万円で契約を更改した。
2025年は前年からの右肘の不調のリハビリを保存療法で続けていたが回復が進まず、オープン戦の途中で一軍に合流したものの実戦登板はなかった。4月17日に右肘内側側副靭帯再建術（トミー・ジョン手術）と鏡視下右肘頭骨棘切除術を受けたことが球団から発表された。

## 投球スタイル
最速153km/hのストレートと鋭く曲がるスライダーが武器。他にもスプリット・カットボール・カーブ・ツーシーム・チェンジアップと多彩な球種を操る。身長は173cmとプロ野球選手としては小柄な部類。
球種によってセットポジションに入る直前のグラブの動きが異なる癖があり、意識的に全球種でグラブを動かすようにしているという。

## 人物
ドラフト会議直後の2021年12月25日に高校時代の同級生だった女性と入籍。そのため一旦はオリックスの寮に入寮するものの、翌4月には家族と同居するため退寮した。
名前の「敦也」は、ヤクルトスワローズの選手だった古田敦也にあやかって名付けられた。愛称は「コーギー」。
ほっこりした性格で慕われており、オリックスでは同学年の山本由伸、宇田川優希、山﨑颯一郎の3人から愛情を込めて「小木田世代」（命名者は宇田川）と筆頭で呼ばれている。なお、「小木田世代」にちなんだ球団公式グッズも発売されており、小木田は「グッズも出ているので、それに恥じない投球をして、もっと名前を広められるように」と語っている。

## 詳細情報

### 年度別投手成績
| 年 度     | 球 団      | 登 板 | 先 発 | 完 投 | 完 封 | 無 四 球 | 勝 利 | 敗 戦 | セ 丨 ブ | ホ 丨 ル ド | 勝 率 | 打 者 | 投 球 回 | 被 安 打 | 被 本 塁 打 | 与 四 球 | 敬 遠 | 与 死 球 | 奪 三 振 | 暴 投 | ボ 丨 ク | 失 点 | 自 責 点 | 防 御 率 | W H I P |
| --------- | ---------- | ----- | ----- | ----- | ----- | -------- | ----- | ----- | -------- | ----------- | ----- | ----- | -------- | -------- | ----------- | -------- | ----- | -------- | -------- | ----- | -------- | ----- | -------- | -------- | ------- |
| 2022      | オリックス | 16    | 0     | 0     | 0     | 0        | 0     | 0     | 0        | 5           | ----  | 63    | 14.1     | 16       | 1           | 6        | 0     | 0        | 13       | 1     | 0        | 5     | 5        | 3.14     | 1.53    |
| 2023      | オリックス | 38    | 1     | 0     | 0     | 0        | 4     | 0     | 0        | 7           | 1.000 | 193   | 49.1     | 37       | 4           | 13       | 0     | 0        | 37       | 1     | 0        | 16    | 12       | 2.19     | 1.01    |
| 2024      | オリックス | 13    | 0     | 0     | 0     | 0        | 1     | 1     | 0        | 8           | .500  | 46    | 13       | 9        | 0           | 0        | 0     | 0        | 11       | 0     | 0        | 2     | 2        | 1.38     | 0.68    |
| 通算：3年 | 通算：3年  | 67    | 1     | 0     | 0     | 0        | 5     | 1     | 0        | 20          | .833  | 302   | 76.2     | 62       | 5           | 19       | 0     | 0        | 61       | 2     | 0        | 23    | 19       | 2.23     | 1.05    |

- 2024年度シーズン終了時

### 年度別守備成績
| 年 度 | 球 団      | 投手  | 投手  | 投手  | 投手  | 投手  | 投手     |
| 年 度 | 球 団      | 試 合 | 刺 殺 | 補 殺 | 失 策 | 併 殺 | 守 備 率 |
| ----- | ---------- | ----- | ----- | ----- | ----- | ----- | -------- |
| 2022  | オリックス | 16    | 1     | 3     | 0     | 0     | 1.000    |
| 2023  | オリックス | 38    | 7     | 9     | 0     | 0     | 1.000    |
| 2024  | オリックス | 13    | 0     | 5     | 0     | 1     | 1.000    |
| 通算  | 通算       | 67    | 8     | 17    | 0     | 1     | 1.000    |

- 2024年度シーズン終了時

### 記録
初記録
投手記録
- 初登板：2022年3月26日、対埼玉西武ライオンズ2回戦（ベルーナドーム）、6回裏に2番手で救援登板、1回無失点
- 初奪三振：2022年3月29日、対東北楽天ゴールデンイーグルス1回戦（京セラドーム大阪）、9回表に鈴木大地から空振り三振
- 初ホールド：2022年4月29日、対埼玉西武ライオンズ7回戦（京セラドーム大阪）、6回表に2番手で救援登板、1回無失点
- 初勝利：2023年4月30日、対千葉ロッテマリーンズ5回戦（京セラドーム大阪）、11回表に6番手で救援登板・完了、1回無失点[79]
- 初先発登板：2023年7月22日、対北海道日本ハムファイターズ12回戦（ほっともっとフィールド神戸）、2回4失点（自責点0）で勝敗つかず

### 背番号
- 56（2022年[20] - ）